# Doxocopa pavonii
Doxocopa pavonii is een vlinder uit de familie van de Nymphalidae. De wetenschappelijke naam van de soort is voor het eerst geldig gepubliceerd in 1805 door Pierre André Latreille.